# Паралия (дем Катерини)
Вижте пояснителната страница за други значения на Паралия.
Паралия или Вромероскала (на гръцки: Παραλία, до 1950 година Βρωμερόσκαλα, Вромероскала) е гръцко селище и популярен туристически курорт, разположен на Солунския залив. Паралия е част от дем Катерини на област Западна Македония

## География
Паралия е разположен на 6 километра източно от Катерини и на 70 километра южно от Солун. Има непрекъсната пясъчна плажна ивица с дължина 3 километра, множество хотели, таверни, барове, църква и малко пристанище. Най-близката железопътна гара и болница, които обслужват курорта, се намират в Катерини. На юг землщето на Паралия граничи с Олимпиаки Акти.

## История
Селището възниква като пристанище на Вромери (днес Калитеа), каквото и означава името Вромероскала. Изградено е от гърци бежанци през 20-те години на XX век. В 1928 година селото е изцяло бежанско селище с 32 бежански семейства и 115 жители.
| Година    | 1913 | 1920 | 1928 | 1940 | 1951 | 1961 | 1971 | 1981 | 1991 | 2001 | 2011 | 2021 |
| --------- | ---- | ---- | ---- | ---- | ---- | ---- | ---- | ---- | ---- | ---- | ---- | ---- |
| Население |      |      | 137  | 196  | 328  | 318  | 380  | 678  | 765  | 1476 | 1124 | 928  |